# 树下野狐
树下野狐（1976年3月15日—），本名胡庚，是一位中国当代奇幻小说作家，上海作家协会会员，上海網路作家协会理事。

## 生平
1976年出生于福建，毕业于北京大学爪哇语专业，2001年开始创作奇幻小说《搜神记》，以其雄奇瑰丽的独特风格和汪洋恣肆的奇崛想象，迅速席卷全球华人網路，被誉为“中国新奇幻开山巨作”。其本人也被评价为“本土奇幻扛旗人”、“北大蒲松龄”、“当代新神话主义浪潮的领军人物”。

## 主要作品
- 《搜神记》
- 《蛮荒记》
- 《不周记》
- 《云梦泽传说》
- 《仙楚》
- 《光年1·迷失银河》
- 《光年2：诸神之战》
- 《云海仙踪》（创世中文网连载中）